# Diocesi del Marocco
La diocesi del Marocco (in latino Dioecesis Marrochitana seu Marrochiensis) è una sede soppressa e sede titolare della Chiesa cattolica.

## Storia
Nel 1219 arrivarono in terra marocchina i Francescani, inviati dallo stesso san Francesco.
Qualche anno dopo, nel 1225, papa Onorio III eresse la diocesi Marrochitana seu Marrochiensis per la cura pastorale dei fedeli del Maghreb.
Primo vescovo fu il domenicano padre Domenico, nominato episcopus in regno Miramolini et rectore christiani apud Marrocum. Nella nomina del vescovo Lupo, nel 1246, viene per la prima volta menzionata la sede Facensis (in seguito chiamata anche Fessensis o Fesseitana), con riferimento alla città di Fez, come eventuale residenza del vescovo Marrochiense.
Agli inizi immediatamente soggetta alla Santa Sede, divenne in seguito una diocesi suffraganea dell'arcidiocesi di Siviglia.
La serie dei vescovi del Marocco continuò ininterrotta fino al 1421, quando gli Spagnoli conquistarono ai mori la città di Ceuta. Il vescovo Aymaro di Aurillac fu allora trasferito nella neonata diocesi di Ceuta, unendo le due sedi episcopali.
Da allora in avanti la sede del Marocco (o di Fez) divenne una sede titolare. Tuttavia, dalle visite apostoliche del XVI e XVII secolo, risulta che l'antica diocesi aveva ancora fedeli agli inizi del Seicento.
L'ultimo vescovo titolare fu il cappuccino Louis-Callixte Lasserre, vicario apostolico di Arabia.

## Cronotassi dei vescovi
- Domenico, O.P. † (prima del 27 ottobre 1225 consacrato - circa 1228 nominato vescovo di Beaza)
- Agnello, O.F.M. † (12 giugno 1237 - 1246 deceduto)
- Lope Fernández de Aín, O.F.M. † (18 ottobre 1246 - 1257 dimesso)[1]
- Blanco, O.F.M. † (1257 - 21 agosto 1266 deceduto)
  - Sede vacante (1266-1289)
- Rodrigo, O.F.M. † (11 dicembre 1289 - ? dimesso)
- Bernardo di Murcia, O.P. † (29 agosto 1307 - ?)
- Pietro, O.P. † (1º agosto 1310 - ? deceduto)
- Francisco de Rilaco, O.P. † (10 gennaio 1312 - ? deceduto)
- Juan Fernández, O.P. † (26 dicembre 1327 - ? deceduto)
- Alfonso Bonushomo, O.P. † (10 gennaio 1344 - ? deceduto)
- Stefano di Fellino, O.P. † (12 agosto 1353 - ? deceduto)
- Gregorio Cazaloni, O.P. † (20 ottobre 1357 - ? deceduto)
- Arnaldo Sartedol, O.P. † (4 luglio 1375 - ? deceduto)
- Juan Diego, O.F.M. † (18 giugno 1382 - 13 ottobre 1389 nominato vescovo titolare di Dora)
- Pedro de Azquaray, O.F.M. † (13 ottobre 1389 - ? deceduto)
- Pietro di San Cipriano, O.F.M. † (4 marzo 1409 - ? deceduto)
- Ángel, O.F.M. † (? - 24 luglio 1405 nominato vescovo di Orense)
- Diogo de Xeres, O.F.M. † (24 luglio 1405 - 1412/1413 deceduto)
- Aymar di Aurillac, O.F.M. † (10 maggio 1413 - 5 marzo 1421 nominato vescovo di Ceuta)

## Cronotassi dei vescovi titolari
- Pedro † (1421? - 1433 deceduto)
- Bartolomeu Civitatense, O.F.M. † (4 marzo 1433 - 1449 deceduto)
- Affonso Pernaz, O.F.M. † (7 aprile 1449 - ? deceduto)
- Pietro di Montemolin, O.P. † (17 dicembre 1487 - ? deceduto)
- Vicente Trigles † (20 dicembre 1490 - ?)
- Álvaro † (? deceduto)
- Francisco Ferrandi † (27 settembre 1496 - ? deceduto o dimesso)
- Pietro di Montemolin † (? deceduto)
- Martín Cabeza de Vaca, O.P. † (28 gennaio 1508 o 28 giugno 1509 - 1534 deceduto)
- Sebastião de Obregón, O.S.B. † (2 dicembre 1534 - ? dimesso)
- Sancho Diaz de Trujillo † (9 settembre 1539 - ? dimesso)
- Sebastião de Obregón, O.S.B. † (15 novembre 1546 - 8 gennaio 1559 deceduto) (per la seconda volta)
- Juan Teres † (4 febbraio 1575 - 22 maggio 1579 nominato vescovo di Elne)
- Miguel Espinosa † (26 ottobre 1579 - 7 ottobre 1601 deceduto)
- Tomás Espinosa † (25 settembre 1606 - 16 giugno 1631 deceduto)
- Valerio Maccioni † (17 settembre 1668 - 5 settembre 1676 deceduto)
- Piotr Paweł Mieszkowski † (6 giugno 1678 - 1692 deceduto)
- Jan Skarbek † (2 gennaio 1696 - 30 gennaio 1713 nominato arcivescovo di Leopoli)
- Jan Franciszek Kurdwanowski, S.I. † (22 maggio 1713 - 5 gennaio 1730 deceduto)
- John Geddes † (30 settembre 1779 - 11 febbraio 1799 deceduto)
- Karl Joseph von Aulock † (13 marzo 1826 - 3 maggio 1830 deceduto)
- Maria Nicola Silvestri Guillon † (17 dicembre 1832 - ? deceduto)[2]
  - Giacomo Curtopassi, O.F.M.Cap. † (11 settembre 1855 - ?) (vescovo eletto)
- Felicissimo Cocino, O.F.M.Cap. † (18 dicembre 1855[3] - 27 febbraio 1878 deceduto)
- Louis-Callixte Lasserre, O.F.M.Cap. † (15 marzo 1881 - 22 agosto 1903 deceduto)